# Mundila
Mundila (Spoleto, ... – ...; fl. VI secolo) è stato un generale bizantino della guardia del corpo di Belisario durante la guerra in Italia, dal 537 al 539, originario di Spoleto.
Lo storico Procopio di Cesarea conosceva Mundila e ne elogiò le capacità di combattimento, riportando diversi esempi della sua abilità.

## Biografia

### Famiglia
Fu uno dei primi membri della famiglia Orsini di Spoleto e nipote di un altro Mundila, di stirpe gotica e detto Orso, che aveva ucciso il senatore Petronio Massimo per vendicare la morte di Valentiniano III.

### A Roma
Durante l'assedio di Roma nel 537 (si ritiene verso la fine di aprile) Mundila e Diogene furono inviati da Belisario con 300 guardie del corpo in una sortita a cavallo contro i Goti, che riuscì.
Nell'autunno dello stesso anno Mundila e alcuni cavalieri scortarono Procopio da Roma di notte, eludendo la sorveglianza dei Goti, e tornarono riferendo il suo arrivo sano e salvo in Campania.
Successivamente prese parte ai combattimenti organizzati da Belisario per distrarre l'attenzione dei Goti dall'avvicinarsi dei rinforzi e dei rifornimenti (si ritiene nel dicembre 537).
Quando fu tolto l'assedio di Roma (marzo 538), Mundila prese parte all'attacco ai Goti mentre si ritiravano attraverso il Ponte Milvio.

### A Milano
Nella primavera del 538 Belisario inviò a Milano 1000 uomini al comando di Mundila, dei quali i Traci comandati da Paolo e gli Isauri comandati da Enno.
Navigarono da Porto a Genova, poi marciarono via terra, portando con sé piccole imbarcazioni sulle quali attraversarono il Po; a Ticinum (Pavia) combatterono e sconfissero i Goti, ma non riuscirono a conquistare la città.
Da lì proseguirono per Milano, che conquistarono senza combattere, assieme al resto della Liguria. Mundila collocò guarnigioni presso le città di Bergamo, Como e Novara e in varie altre fortezze.
Nell'estate del 538 era a Milano con solo Paolo, Enno e circa 300 uomini, quando l'esercito del gotico Uraia, supportato dalle truppe burgunde alleate, arrivò inaspettatamente e pose l'assedio alla città per circa nove mesi. Mundila chiese urgentemente aiuto all'esercito di Martino e Uliare, ma invano. Non riuscendo a persuadere le truppe a proseguire la guerra per Milano, Mundila si arrese ai Goti con una promessa di salvezza per le proprie truppe. Lui e le truppe furono tenuti sotto sorveglianza mentre i Goti rasero al suolo Milano, uccidendo gli uomini e dando le donne come schiave ai Burgundi.
Mundila e Paolo furono poi portati come prigionieri a Ravenna. Dopo questo fatto, i documenti storici non riportano più nulla su Mundila.